# Chrysanthrax
Chrysanthrax är ett släkte av tvåvingar. Chrysanthrax ingår i familjen svävflugor.

## Dottertaxa tillChrysanthrax, i alfabetisk ordning[1]
- Chrysanthrax adumbrata
- Chrysanthrax adumbratus
- Chrysanthrax albicomus
- Chrysanthrax altus
- Chrysanthrax anna
- Chrysanthrax arenosus
- Chrysanthrax arizonensis
- Chrysanthrax astarte
- Chrysanthrax astrate
- Chrysanthrax atratus
- Chrysanthrax caliginosus
- Chrysanthrax cautor
- Chrysanthrax ceria
- Chrysanthrax cerius
- Chrysanthrax cinefactus
- Chrysanthrax compressus
- Chrysanthrax conclusa
- Chrysanthrax crocinus
- Chrysanthrax cypris
- Chrysanthrax dichotomus
- Chrysanthrax dimidiata
- Chrysanthrax dispar
- Chrysanthrax edititius
- Chrysanthrax eudorus
- Chrysanthrax hircinus
- Chrysanthrax ioptera
- Chrysanthrax juncturus
- Chrysanthrax lepidotoides
- Chrysanthrax leviculus
- Chrysanthrax melasoma
- Chrysanthrax multicolor
- Chrysanthrax nivea
- Chrysanthrax pallidulus
- Chrysanthrax panamensis
- Chrysanthrax partita
- Chrysanthrax petalonyx
- Chrysanthrax primitivus
- Chrysanthrax procedens
- Chrysanthrax quadripunctata
- Chrysanthrax restitutus
- Chrysanthrax sackeniana
- Chrysanthrax scitulus
- Chrysanthrax semilugens
- Chrysanthrax subandinus
- Chrysanthrax tantillus
- Chrysanthrax telluris
- Chrysanthrax turbatus
- Chrysanthrax vanus
- Chrysanthrax variatus
- Chrysanthrax vastus
- Chrysanthrax vulpinus